# BMW 4 시리즈
BMW 4 시리즈(BMW 4 series)는 독일의 자동차 회사인 BMW의 중형 쿠페이다.

## 1세대(F32/F33/F36)

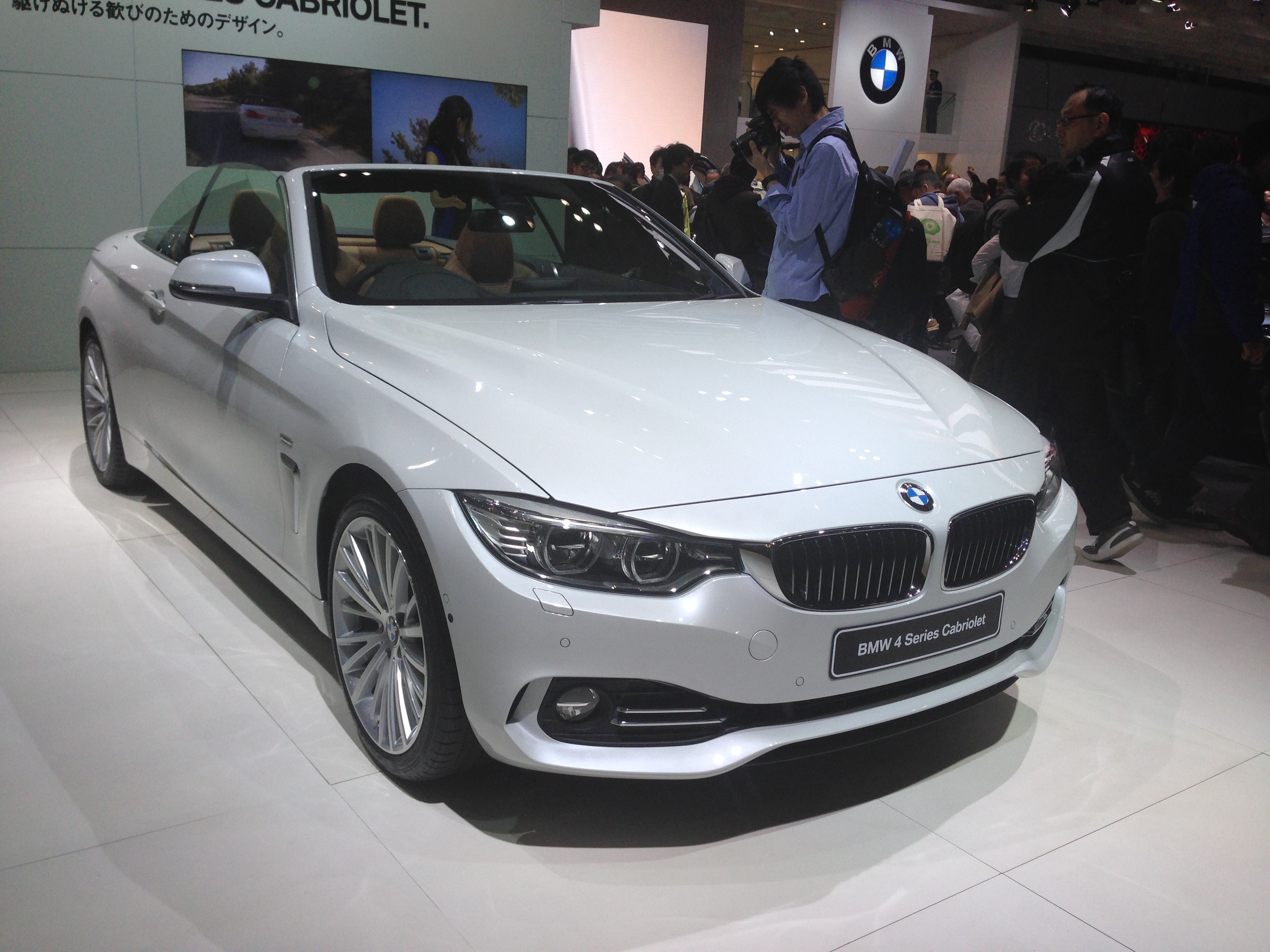
BMW 4 시리즈 카브리올레 정측면

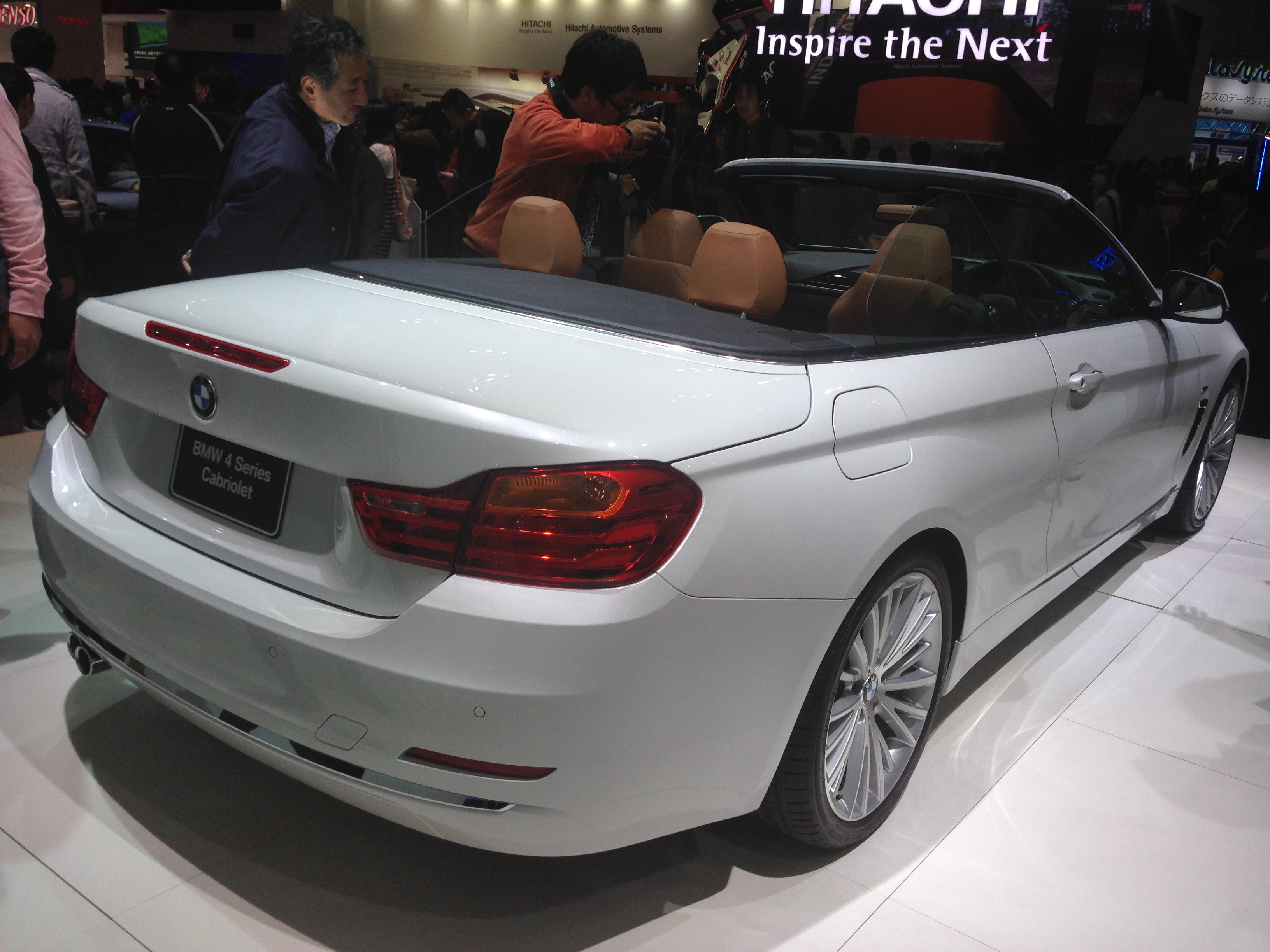
BMW 4 시리즈 카브리올레 후측면

2013년에 열린 북미 국제 오토쇼에서 선보였다. 트림별로 베이스 라인, 력셔리 라인, 스포츠 라인, M 스포츠 라인이 있다. 엔진에 따라 420d, 428i, 428i xDrive, 435i, 435i xDrive가 있다. 대한민국에서는 2013년 10월 17일에 출시되었다. BMW의 새로운 숫자 체계에 따라 기존 3 시리즈의 쿠페와 카브리올레를 대체하며, 2014년 2월에는 그란 쿠페(해치백)가 공개되었다. 2017년에 부분변경을 거쳤다.

## 2세대(G22/G23/G26)
2020년 5월에 쿠페가 먼저 공개되었다. 키드니 그릴은 80년대 BMW와 비슷하게 세로로 길게 디자인하였다. 같은 해 9월에 컨버터블이 공개되었다. 이와 동시에 소프트탑으로 변경되었다. 대한민국에서는 2021년 2월 1일에 출시되었고, 420i, 440i 쿠페 컨버터블 모델이 들여온다. 그란쿠페 모델도 공개되었으며, 올해 하반기나 내년쯤 한국에 들어올 예정이다.

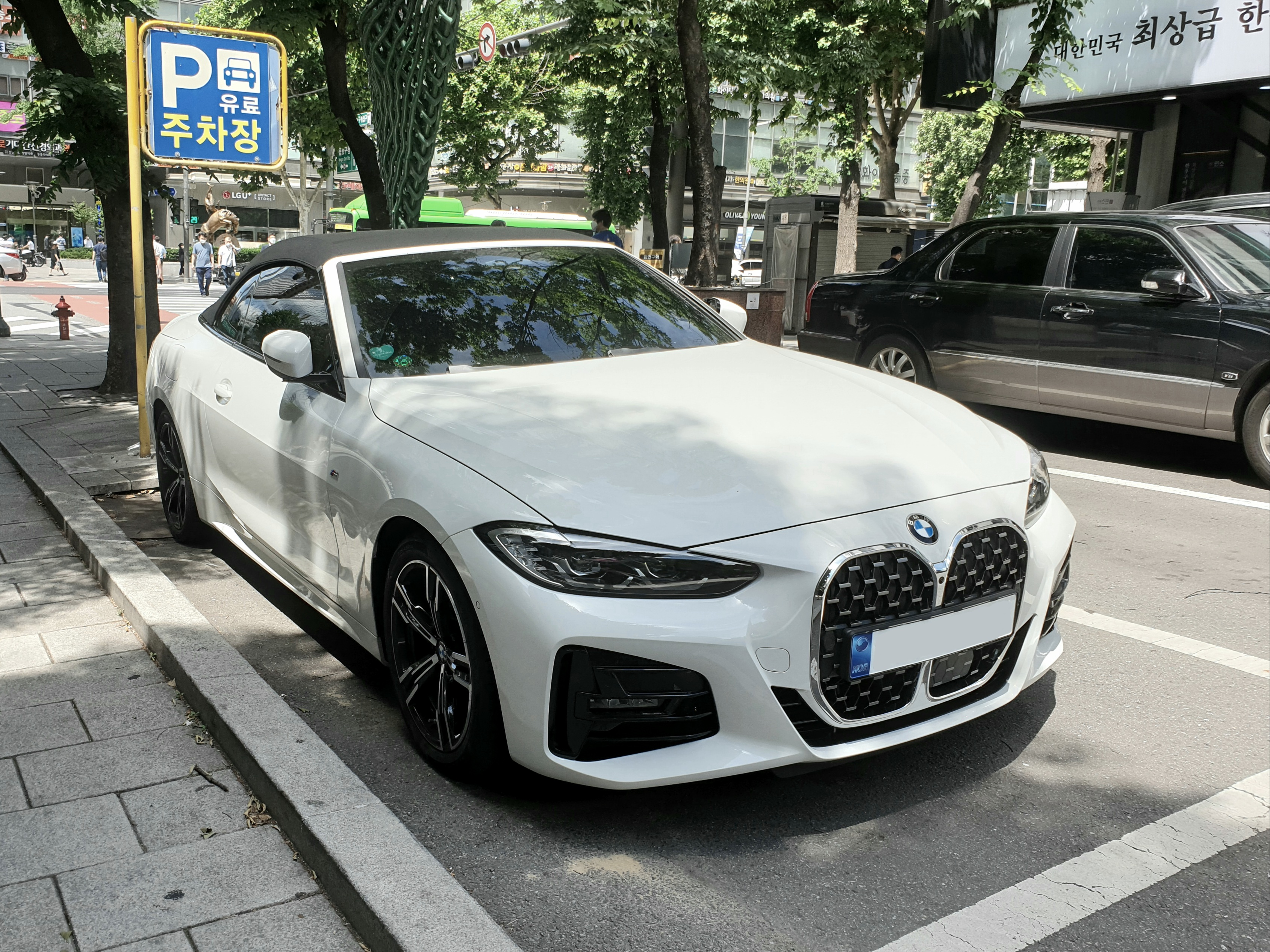
BMW 420i 카브리올레 (G22) 전측면
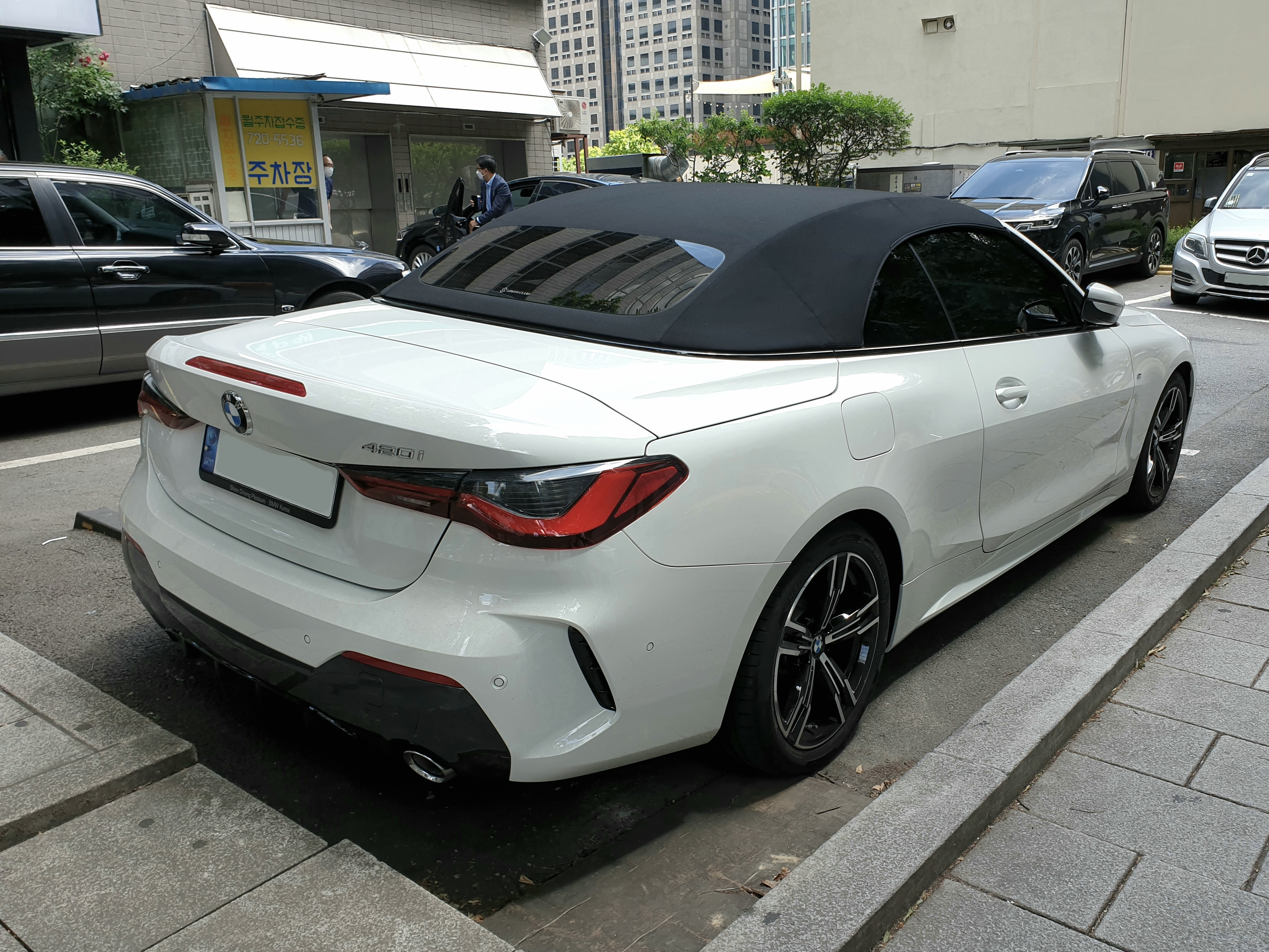
BMW 420i 카브리올레 (G22) 후측면